# Автошлях О 180509
Автошлях О 180509 - автомобільний шлях обласного значення у Рівненській області. Пролягає по Дубенському районі від села Лисин до перетину з Т 1806. Починається в селі Лисин, проходить через села Лопавше, Хрінники, Товпижин. Закінчується в селі Вербень на перетині з Т 1806.
В селі Хрінники перетинає Т 0303. Загальна довжина — 18,5 км.

## Маршрут
Автошлях проходить через такі населені пункти:
| Рівненська область       |        |
| Демидівська селищна рада |        |
| Лисин                    |        |
| Лопавше                  |        |
| Хрінники                 |        |
| Товпижин                 |        |
| Вербень                  | Т 1806 |

## Стан дороги
У 2020 році частину автодороги відремонтували у рамках програми "Велике будівництво". Роботи по об'єкту "Поточний середній ремонт О180509 Лисин-Товпижин на відрізку від с.Хрінники до с.Товпижин" проведено на ділянці протяжністю 3,2 кілометра, що обійшлося у 11 мільйонів гривень.